# Péter Kusztor
Péter Kusztor   (Budapest, 27 de desembre de 1984) és un ciclista hongarès. Professional des del 2006 fins al 2024. Del seu palmarès destaquen els campionats nacionals tant en ruta com en contrarellotge.

## Palmarès
- 2005
  -  Campió d'Hongria sub-23 en contrarellotge
- 2007
  - Vencedor d'una etapa del Gran Premi ciclista de Gemenc
  - Vencedor d'una etapa del Tour de Szeklerland
- 2008
  - 1r al Gran Premi Hydraulika Mikolasek
  - 1r al Gran Premi Bradlo
  - 1r al Gran Premi Betonexpressz 2000
- 2010
  -  Campionat d'Hongria en ruta
  -  Campionat d'Hongria en contrarellotge
- 2011
  - 1r al Tour de Bretanya
- 2012
  -  Campionat d'Hongria en ruta
- 2018
  - 1r a la V4 Special Series Debrecen - Ibrany